# Hochdorf (Duggendorf)
Hochdorf ist ein Gemeindeteil von Duggendorf und eine Gemarkung im Oberpfälzer Landkreis Regensburg (Bayern).

## Geographie
Das Kirchdorf liegt knapp 2,5 Kilometer nordwestlich von Duggendorf.

## Geschichte
Das Schottenkloster zu Regensburg besaß Güter in Hochdorf, die es von den Burggrafen von Regensburg erhalten hatte, aber 1283 dem Kloster Pielenhofen abtrat.
Ein Schloss bestand in Hochdorf bereits im 16. Jahrhundert. Es war im Besitz der Teuffel von Birkensee. Das Wappen dieses Geschlechtes, das auch an der Pfarrkirche in Duggendorf angebracht ist, diente als Vorlage für das Wappen von Duggendorf. Das Schloss, im 16. Jahrhundert errichtet, wurde im 18. Jahrhundert umgebaut. 
Als zu Beginn des 18. Jahrhunderts durch die Pest fast die gesamte Bevölkerung des Ortes hinweggerafft wurde, errichtete man zu Ehren des Hl. Sebastian die heutige Filialkirche St. Sebastian.
Die mit dem Zweiten Gemeindeedikt begründete Gemeinde Hochdorf wurde im Zuge der Gebietsreform in Bayern aufgelöst und gehört seit 1978 zum Landkreis Burglengenfeld, Hochdorf wurde mit Duggendorf zu einer neuen Gemeinde zusammengelegt.